# Heteropogon melanocarpus
Heteropogon melanocarpus är en gräsart som först beskrevs av Stephen Elliott, och fick sitt nu gällande namn av George Bentham. Heteropogon melanocarpus ingår i släktet Heteropogon och familjen gräs. Inga underarter finns listade i Catalogue of Life.